# Дом над водопадом
«Дом над водопа́дом» (англ. Fallingwater — букв. Падающая вода; другое название: англ. Kaufmann Residence — Резиденция Кауфмана) — загородный дом, построенный в 1936—1939 годах по проекту американского архитектора Фрэнка Ллойда Райта на юго-западе штата Пенсильвания, в 80 километрах к юго-востоку от города Питтсбурга — в живописной местности под названием «Медвежий ручей» (англ. Bear Run), расположенной между деревушками Милл-Ран (англ. Mill Run) и Огайопайл (англ. Ohiopyle).
Название дома объясняется тем, что он стоит над небольшим водопадом. Вскоре после завершения строительства дом получил репутацию эталона и своеобразной витрины органической архитектуры. Уже в 1966 году, менее чем через 30 лет после создания, «Дом над водопадом» приобрёл статус Национального исторического памятника США. В 1991 году члены Американского института архитекторов (англ. American Institute of Architects) назвали его «лучшим и непревзойдённым произведением национальной архитектуры».

## История
В начале XX века Фрэнк Ллойд Райт был одним из самых модных и успешных архитекторов США, сумевшим реализовать множество своих проектов, большая часть которых содержала весьма новаторские для того времени архитектурные решения.
Но к 1930-м годам от былой популярности не осталось и следа — у Фрэнка Ллойда Райта практически нет крупных заказов. Чтобы поправить своё материальное положение, Райт открывает у себя на дому художественную студию под названием «Талиесин» (англ. Taliesin) . Эту студию начинает посещать Эдгар Кауфман (англ. Edgar Kaufmann) — сын успешного бизнесмена из Питсбурга Эдгара Кауфмана, решивший по совету отца изучать архитектуру.
Постепенно смелые архитектурные идеи Райта захватывают Эдгара Кауфмана-младшего, и вместе им удаётся уговорить Кауфмана-старшего выделить средства на постройку макета целого города, который спроектировал Райт. После завершения строительства макет был размещён для всеобщего обозрения в универмаге, принадлежащем семье Кауфманов.
Райт становится частым гостем в доме семейства Кауфманов и вскоре получает от них заказ на разработку проекта их загородного дома.

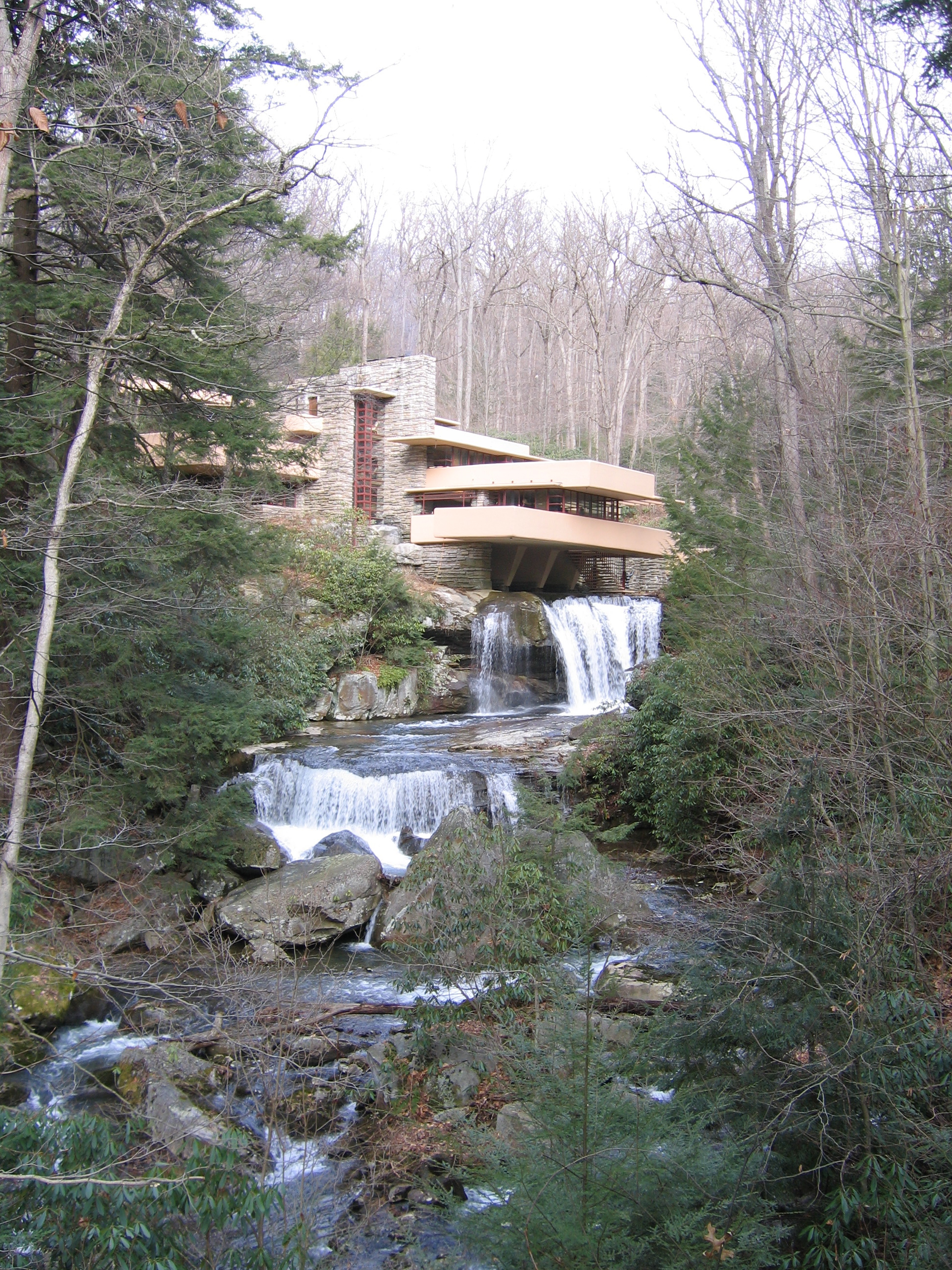
«Дом над водопадом»

Для этих целей Кауфманы выделили живописный участок в местности под названием «Медвежий ручей» (англ. Bear Run), который представлял собой сплошной скалистый выступ, возвышавшийся над окрестностью, а рядом находился маленький водопад.
В ноябре 1934 года Райт посетил «Медвежий ручей» для определения конкретного места под строительство загородного дома Кауфманов. Он остановил свой выбор на участке с водопадом, решив сделать сам водопад структурной частью будущего дома. Заказчиков эта смелая идея архитектора поначалу обескуражила, но Райт, заявивший, в частности — «я хочу, чтобы вы жили с водопадом, а не просто смотрели на него. Он должен быть частью вашей жизни» — всё же смог заразить Кауфманов этой идеей, убедил их в самой возможности строительства такого дома, а главное — в полной его безопасности для их проживания в нём.
Райт получил полное одобрение на строительство «Дома над водопадом» со стороны Кауфманов и приступил к детальной разработке проекта. Райт стремился к тому, чтобы при строительстве дома не было бы срублено ни одного дерева, все крупные горные валуны остались бы на своих местах, а будущий дом стал бы просто частью естественного ландшафта. Он поручил детальное исследование выбранного участка будущей застройки пенсильванской инжиниринговой компании «Fayette Engineering Company of Uniontown». Компания произвела полную топографическую съёмку участка, с указанием всех деревьев, валунов и прочих природных элементов данного ландшафта, и в марте 1935 года передала Райту все свои подробные научные изыскания по данному участку.

## Проектирование и строительство
Структурный проект «Дома над водопадом» был разработан самим Райтом в соавторстве с двумя инженерами — Менделем Гликманом (англ. Mendel Glickman) и Уильямом Уэсли Питерсом (англ. William Wesley Peters), которые ранее разработали проект колонн для здания «Johnson Wax Headquarters», также построенного по проекту Фрэнка Ллойда Райта.
Предварительный проект дома был представлен Кауфману для утверждения 15 октября 1935 года, после чего Райт ещё раз посетил участок строительства для уточнения окончательной сметы расходов на строительство. Позднее, когда строительство дома войдёт в активную фазу, Райт будет очень редко посещать место строительства, назначив своим постоянным представителем на стройке Роберта Мошера (англ. Robert Mosher) — своего ученика.
Камни для возведения стен будущего дома планировалось добывать в этой же местности, для чего в декабре 1935 года был вновь открыт старый каменный карьер, расположенный неподалёку от места строительства — к западу от него.
Основным же строительным материалом для Дома над водопадом Райт избрал железобетон, с которым до этого времени он никогда не работал.

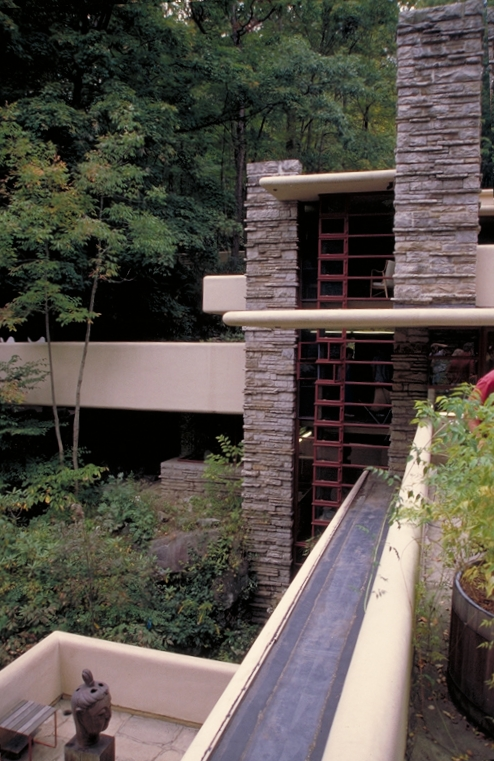
Сильные горизонтальные и вертикальные линии — отличительная особенность «Дома над водопадом»

Окончательный вариант проекта Райт подготовил в марте 1936 года. В апреле того же года были начаты строительные работы на основном здании.
По этому проекту, основу конструкции Дома над водопадом составили железобетонные плиты перекрытия, которые выступают из центрального массива на разных уровнях и расходятся в разных направлениях. Таким образом, эти плиты перекрытия образуют террасы, повисшие прямо над водопадом, что внешне выглядит крайне необычно и производит на зрителя сильное впечатление. Часть утёса, на котором стоит дом, оказалась внутри здания и использовалась Райтом как деталь оформления интерьера.
С началом строительства появляются разногласия между Райтом, Кауфманом и строительным подрядчиком. Кауфман, одолеваемый сомнениями по поводу компетентности Райта при его работе с железобетоном, показал сторонним инженерам-консультантам из строительной фирмы чертёж весьма смело спроектированной Райтом консольной конструкции. После получения заключения этих сторонних инженеров-консультантов на свой проект Райт был обижен на Кауфмана, потребовал вернуть ему все его эскизы и заявил, что выходит из проекта. Этот «ультиматум» Райта возымел действие на Кауфмана, он прекратил все свои сомнения в компетентности Райта как архитектора, а доклад инженеров-консультантов был впоследствии погребён в каменной стене дома.
В июне 1936 года Райт посещает место строительства и отвергает сделанную каменную кладку моста. Эта кладка была переделана.
Для нависающих консольных этажей Райт и его команда использовали перевёрнутые Т-образные балки, интегрированные в монолитную бетонную плиту. Эта конструкция заодно сформировала потолок нижних помещений и обеспечила сопротивление сжатию.
Подрядчик строительства Уолтер Холл (англ. Walter Hall), также являвшийся инженером, произвёл свои независимые вычисления и привёл доводы в пользу увеличения количества арматуры в монолитной плите первого этажа. Райт отверг это предложение. (Примечание. В то время как некоторые источники говорят, что автором этого предложения был сам подрядчик, который самостоятельно удваивал количество арматуры, согласно другим, это было сделано по просьбе Кауфмана, обратившегося к своим инженерам-консультантам, дабы те внесли изменения в проект Райта и удвоили количество арматуры определённой Райтом).
Кроме того, подрядчик не стал производить бетонирование консоли с использованием слегка направленной вверх опалубки (как это было предусмотрено проектом Райта — для компенсации прогиба и отклонения от оси плоскости консоли). В итоге, когда опалубка была снята, консоль значительно прогнулась. Райт, узнавший о том, что без его ведома количество арматуры было увеличено, пришёл в ярость.
С одобрения Кауфмана, сторонние инженеры-консультанты потребовали от подрядчика, чтобы он установил подпорную стену под главную опорную балку на западной террасе. Когда при следующем посещении стройки Райт обнаружил эту стену, он попросил своего постоянного представителя на объекте Роберта Мошера разрушить её верхушку. Когда позднее Кауфман признался Райту в том, что он это всё одобрил, Райт показал ему, что сделал со стеной Мошер, и указал на то, что железобетонная консоль, без какой-либо подпорной стены, удачно провела под испытательной нагрузкой весь предыдущий месяц.
В октябре 1937 года, несмотря на все трудности и споры между заинтересованными сторонами, строительство главного дома было завершено.

## Стоимость строительства
Строительство основного дома и дома для гостей при начальном бюджете в 35 тыс. долларов в результате обошлось в 155 тыс. долларов США. Эта сумма была образована следующим образом: основной дом — 75 тыс. долларов, его отделка и внутренняя обстановка — 22 тыс., гостевой дом, гараж и домик для прислуги вместе взятые — 50 тыс. долларов. Гонорар архитектора составил 8 тыс. долларов.
С учётом инфляции сумма в 155 тыс. долларов, затраченная на строительство в 1930-х годах, в 2009 году эквивалентна примерной сумме в 2,4 млн долларов США. Для сравнения средняя стоимость односемейного дома в Пенсильвании на момент окончания строительства составляла 3 205 долларов. Однако более точное отражение относительной стоимости проекта в 1930-х годах показывают затраты на ремонтно-восстановительные работы на этом объекте — объявленная стоимость таких работ в 2002 году составила 11,4 млн долларов США.

## История использования «Дома над водопадом»
В период с 1937 по 1963 годы «Дом над водопадом» регулярно использовался семейством Кауфман как загородный дом. Они проводили в нём выходные и праздничные дни. В 1963 году Эдгар Кауфман-младший передал (в виде пожертвования) Дом над водопадом организации Western Pennsylvania Conservancy (Охрана Западной Пенсильвании). В 1964 году дом стал музеем и был открыт для публичных посещений. По состоянию на январь 2008 года «Дом над водопадом» посетило около шести миллионов человек. Несмотря на своё расположение в отдалённом уголке штата Пенсильвания (примерно в двух часах езды от Питтсбурга), Дом над водопадом (согласно местной рекламно-информационной брошюре) в настоящее время принимает более чем 150 тыс. посетителей ежегодно.

## Стилистические особенности

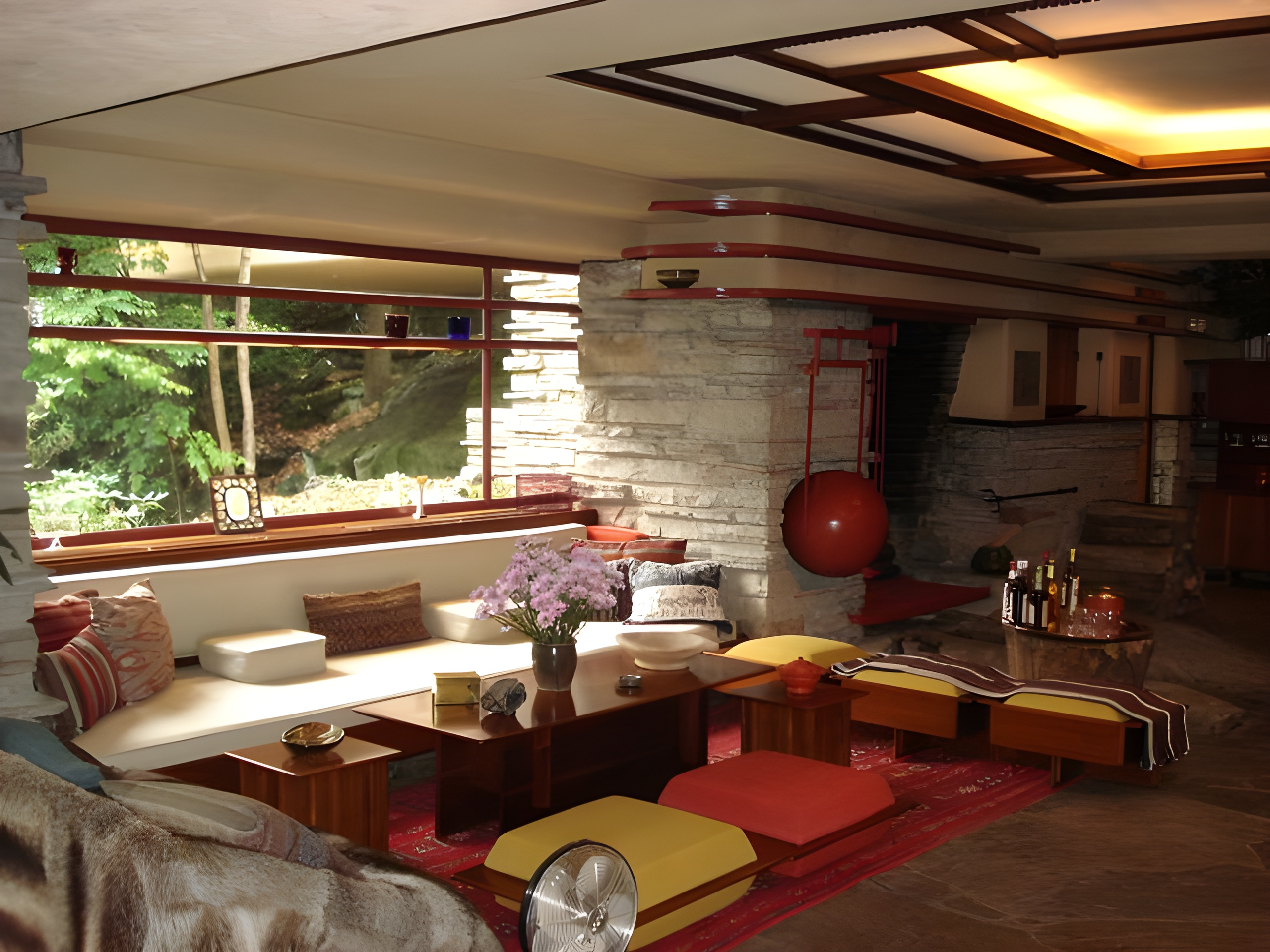
Интерьер и предметы мебели «Дома над водопадом», разработанные архитектором Райтом

Райту, страстному поклоннику японской архитектуры, удалось создать насыщенный динамизмом объект и очень удачно вписать его в естественный и очень живописный природный ландшафт. Здание полностью сливается с окружающей природой и воспринимается как часть ландшафта, а не как нечто чуждое ему. В этом своём творении Райт делает акцент на взаимопроникающих внешних и внутренних пространствах, символизирующих гармонию между человеком и природой.
Современный японский архитектор Тадао Андо (англ. Tadao Ando), в частности, заявил: «Я думаю, Райт изучил самый важный аспект архитектуры — обращение с пространством — на японской архитектуре. Когда я посетил „Дом над водопадом“ в Пенсильвании, я обнаружил, что точно так же чувствую это окружающее пространство. Но там были и дополнительные звуки природы, обращённые ко мне».
Наибольшую известность «Дом над водопадом» получил благодаря тому, что он построен над действующим водопадом — горная речка («Медвежий ручей», 8-километровый приток реки Йокогейни, насквозь протекающая через нижние уровни дома, на выходе превращается в живописный водопад.
Очаг в гостиной комнате выстроен из валунов, найденных на данном участке при строительстве дома. Эти валуны органично объединены с элементом пола помещения — выступом скалы, высотой в фут, который проходит сквозь всю гостиную, тесно и очевидно связывая внутреннее пространство комнаты с окружающей природой.
Райт первоначально планировал срезать этот скальный выступ, чтобы сделать ровный пол, но семейству Кауфманов так полюбилась эта природная деталь интерьера, что глава семейства предложил оставить всё так, как это создала сама природа. Естественные каменные полы отполированы, в то время как валуны, из которых создан очаг в гостиной, оставлены нетронутыми, создавая впечатление сухих речных камней, выступающих над поверхностью бурного горного потока.
Органичное сочетание искусственных и естественных элементов здания распространяется даже на мелкие детали. Так, например, там, где остекление встречается с каменной стеной, нет никакого металлического каркаса — стёкла (и горизонтальные части рамы окна) установлены прямо в углубление в каменной кладке, таким образом создавая впечатление непрерывности каменной кладки и природной естественности нахождения в ней оконного стекла.
Из консольной части гостиной комнаты лестница спускается прямо к ручью внизу, а в пространство перехода между главным домом и домиком для гостей естественным образом поступает горная вода, которая, достаточно накопившись, вытекает наружу. Спальни в доме небольшие, у некоторых довольно низкий потолок, который как бы говорит обитателям дома — почаще бывайте на свежем воздухе, а не в помещении.
В дизайне дома применено максимально широкое остекление, есть множество остеклённых балконов.
Получить доступ к лестнице, ведущей из гостиной вниз, к водному потоку (упомянутому выше), можно через большие стеклянные двери, раздвигающиеся в горизонтальной плоскости.
Главный же вход в здание, согласно архитектурным воззрениям Райта, расположен вдали от водопада.

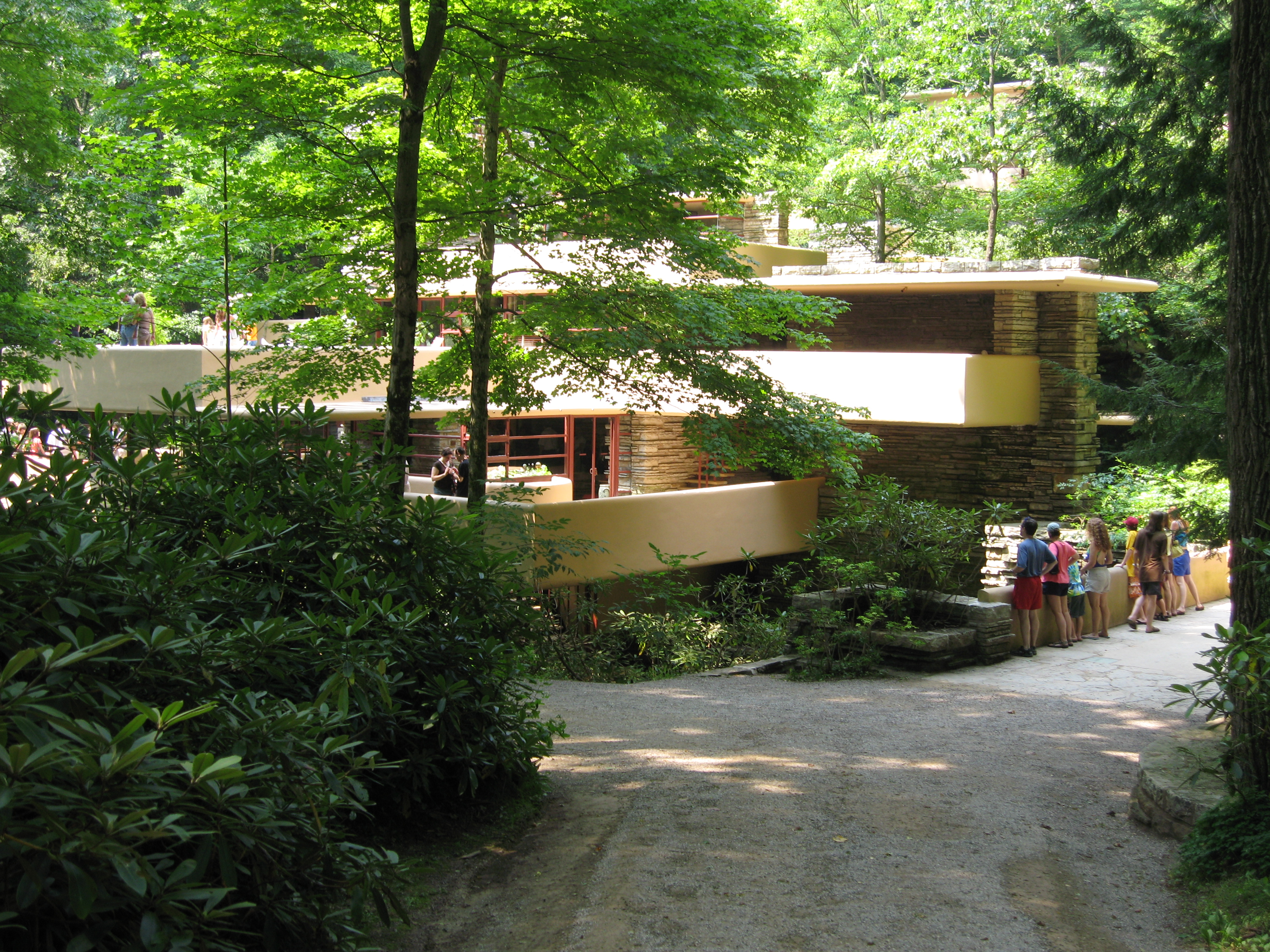
Дорога, ведущая к главному входу

Общая цветовая гамма фасадов дома выдержана в светлых тонах. В светлые цвета выкрашены нижние поверхности выступов крыши, что позволило сделать верхние комнаты уютными и лёгкими, а не тёмными и мрачными.
Во многих местах дома были применены так называемые «прозрачные ширмы», установленные вместо глухих стен. Благодаря этому решению, из любой точки помещения открывается прекрасный вид на окружающую природу.
Интерьер всего дома подобен в оформлении экстерьеру. Внутри дома практически полностью отсутствует штукатурка. Дабы смягчить чрезмерно суровый вид каменных стен и железобетона, в интерьере активно применена обшивка из дерева.
Райт не остановился на проектировании одного лишь дома. По его эскизам были созданы многие предметы интерьера. Например, ковры для гостиной, а также столы, стулья и лампы.
На склоне холма (чуть выше главного дома) располагаются четырёхместный автомобильный гараж, домик для прислуги и гостевой дом. Все эти постройки были созданы спустя два года, после завершения основного строительства. При их строительстве были использованы те же самые материалы, что и для основного дома. Таким образом, эти поздние постройки полностью сочетаются своим внешним (и внутренним) видом с главным домом.
Одной из изюминок гостевого дома является бассейн, вода из которого, при его переполнении, стекает прямо в реку.
После того, как Дом над водопадом был передан в общественный дар, три гаражные секции из четырёх были превращены в небольшой музей. Эдгар Кауфман-младший сам спроектировал внутреннее убранство этого музея, исходя из общей стилистики дизайна «Дома над водопадом».

## Ремонтные работы

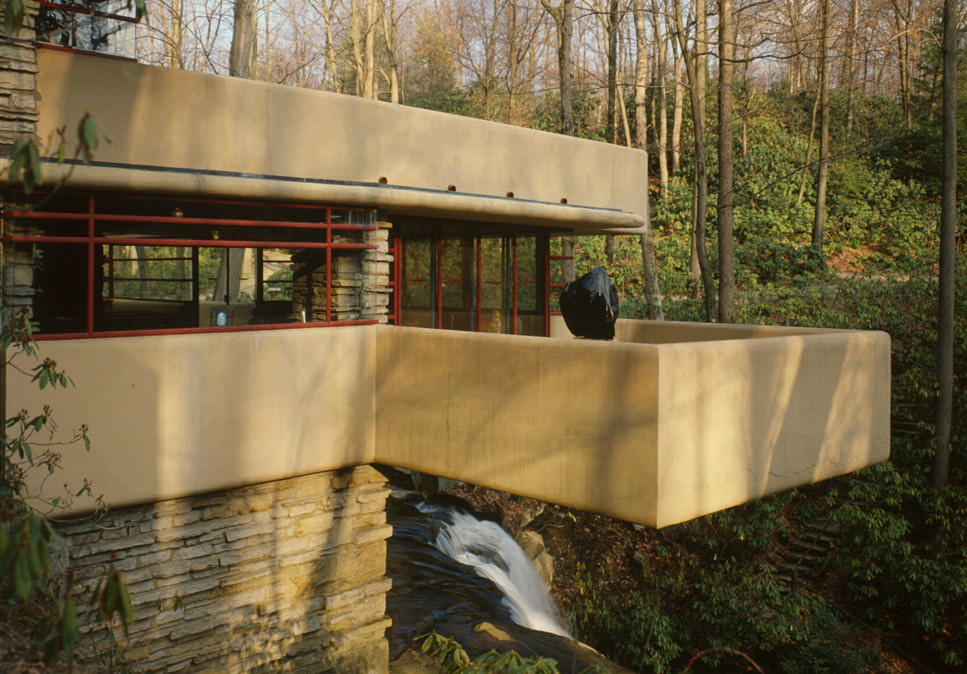
Консольные конструкции «Дома над водопадом»

«Дом над водопадом» был выстроен в очень смелой и новаторской, по тем временам, форме. Основу конструкции составили нависающие железобетонные консольные балконы. С самого начала эксплуатации с этими консолями возникли проблемы. При проведении бетонирования консолей, подрядчиком была неправильно собрана опалубка. В итоге, как только опалубка была снята, железобетонные консоли стали отклоняться от их проектных положений. С течением времени это отклонение продолжало увеличиваться, и в конечном итоге достигло величины около 18 сантиметров (при длине консольного пролета 4,57 метра).
В 1995 году Western Pennsylvania Conservancy заказала исследование структурной целостности «Дома над водопадом». Инженеры-строители проанализировали смещение железобетонных консолей от их первоначальных положений. Для этого анализа ими было проведено детальное рентгеноскопическое обследование консолей. Благодаря этому исследованию было установлено, что подрядчик действительно самовольно прибавил (для увеличения прочности) в консоли арматуры, изменив, таким образом, первоначальный проект бетонирования, разработанный архитектором Райтом. Но, как выявило всё то же исследование, ошибся при проектировании и сам Райт, заложивший в проект консолей недостаточную прочность — даже после того, как подрядчик самовольно добавил в конструкцию консолей арматуры, консоли были недостаточно прочны. Подробное исследование наглядно показало — и бетон и арматура железобетонных консолей изначально находились в очень близком к критическому (для их прочностных характеристик) состоянии.
Для исправления этой ситуации инженерами-строителями было принято решение — установить под консоли временные подпорные балки, что и было сделано в 1997 году.
В 2002 году конструкции консолей были усилены. В стены дома были вмонтированы бетонные блоки, сквозь которые были продеты высокопрочные стальные тросы. Другими концами тросы были закреплены к ригелям, вмонтированным в верхнюю часть железобетонной консоли (являвшуюся полом помещения). После этого, тросы были натянуты с помощью домкратов. Таким образом был полностью устранён строительный дефект с провисанием консолей, имевших теперь достаточную поддержку, и их отклонение от проектной оси было остановлено. Благодаря мастерству строителей эти ремонтные работы визуально никак не отразились на внешнем и внутреннем убранстве Дома над водопадом.
Другой довольно ощутимой проблемой при эксплуатации «Дома над водопадом» стало появление плесени, которая всегда образуется во влажной среде, коей в доме, стоящем прямо над водопадом, всегда в избытке. Кауфман-старший, столкнувшись с постоянными протечками в доме и возникновением в таких местах очагов плесени, назвал Дом над водопадом «строением с семью бадьями» (англ. a seven-bucket building) и дал дому кличку — «Всходящая плесень». Помимо этого, конденсат накапливался также и под элементами кровли, которые были лишены должной гидроизоляции и утеплителя.
Организация The Western Pennsylvania Conservancy, которой «Дом над водопадом» был передан, разработала и приняла интенсивную программу по сохранению и восстановлению этого архитектурного объекта. С 1988 года за техническим состоянием «Дома над водопадом» ведёт постоянное наблюдение крупная инженерно-строительная фирма, расположенная в Нью-Йорке.
Специалисты этой строительной компании, ознакомившись со всей первоначальной строительно-технической документацией, а также изучив все последующие строительные доклады о состоянии как всего дома, так и отдельных его частей, разработали проект ремонта всей кровли, проект реставрации оригинальных стальных элементов остекления, проект реконструкции разрушенных железобетонных элементов и каменной кладки стен. Также инженерами было проанализировано общее состояние интерьеров.
По итогам этого анализа, для восстановительных работ были подобраны строительные материалы, наиболее соответствующие оригинальным, были разработаны близкие к оригинальным методы восстановления бетона и штукатурки, а также было разработано новое защитное покрытие для бетона.

## Известность

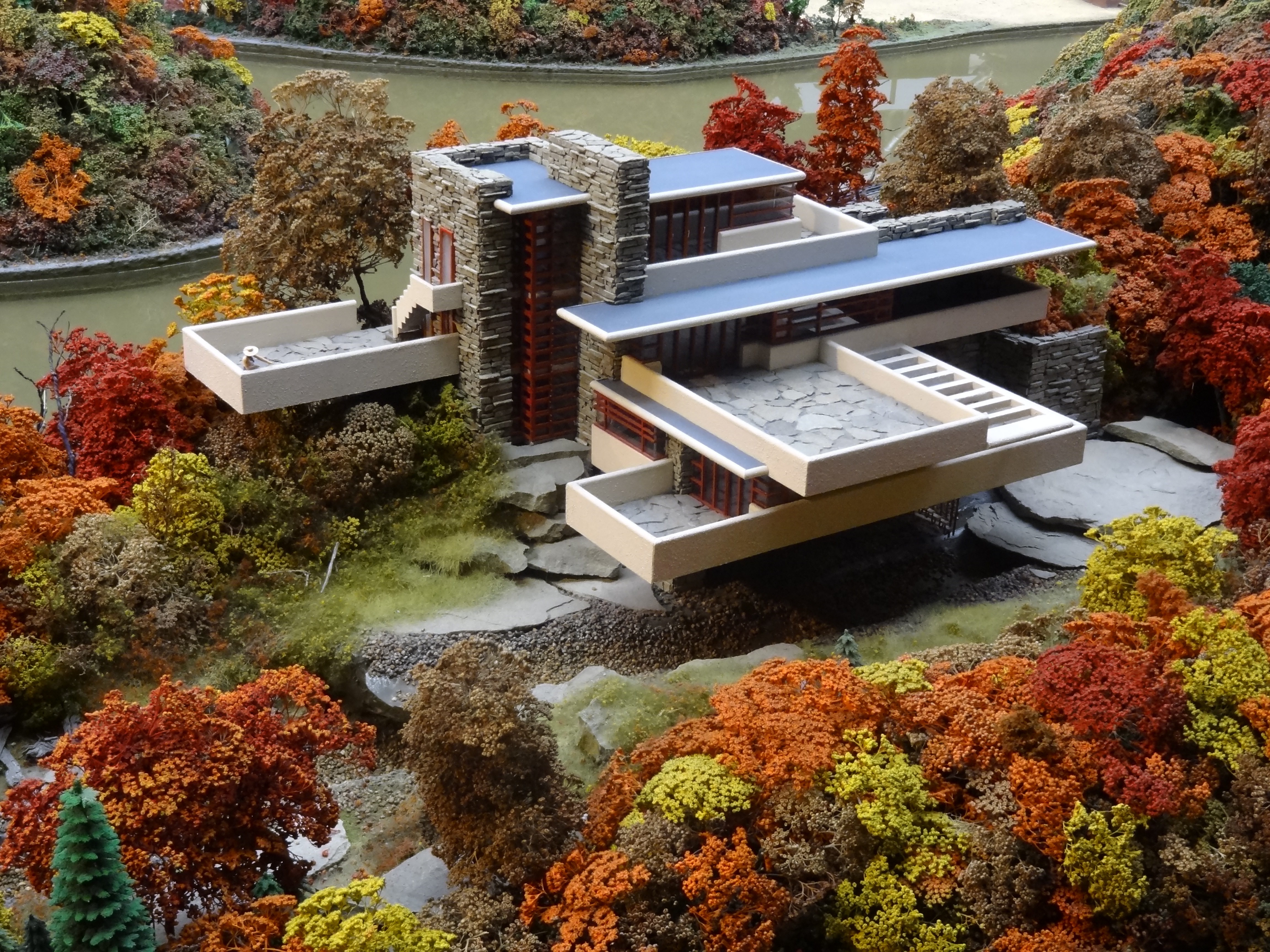
Уменьшенная копия дома

Шедевр Райта называют «бесспорно, самым известным домом современной Америки, если не всего мира». Практически сразу после завершения строительства американский журнал Time назвал «Дом над водопадом» «самой красивой работой Райта». Другой американский журнал — Smithsonian — внёс «Дом над водопадом» в свой список «28 мест, которые необходимо посетить перед смертью». В 2007 году здание заняло двадцать девятое место в списке «Любимой архитектуры Америки».
После того, как о «Доме над водопадом» со страниц ведущих американских журналов поведал читателям известный американский писатель Генри Льюс, это место стало культовым. Сюда потянулись посетители со всей страны. В их числе было немало знаменитостей тех лет: Альберт Эйнштейн, Ингрид Бергман, Уильям Рэндольф Хёрст, Марлен Дитрих.
Слава об этом удивительном здании дошла даже до президента США — Франклина Рузвельта. Президент, несмотря на свою занятость, всё же смог выкроить время, чтобы своими глазами увидеть это архитектурное чудо. В честь президента Рузвельта семейство Кауфманов устроило над водопадом пышный фейерверк. Визит президента сыграл положительную роль для репутации «Дома над водопадом» — теперь посетить это место стало признаком хорошего тона и знаком принадлежности к высшему обществу.

## Виртуальный тур
В январе 2012 года компания Planet Architecture выпустила виртуальный тур по «Дому над водопадом», выполненный в виде приложения для «Айфона» и «Айпада».